# کراسنوسلکوپ
کراسنوسلکوپ (انگلیسی: Krasnoselkup) یک شهرک در ناحیه خودگردان یامالو-ننتس کشور روسیه است.